# My z konce světa
My z konce světa je třináctidílný televizní seriál pro děti a mládež, natočený v roce 1975 na motivy knihy Brat mlčanlivého vlka autorky Kláry Jarunkové. Délka jednotlivých dílů činí 25 minut. Režíroval ho Ludvík Ráža a realizoval Krátký film Praha.

## Děj seriálu
Seriál sleduje jeden rok života školáka Jiřího Trangoše zvaného Jurka (Jiří Máša) a jeho rodiny na horské chatě „Na konci světa“, kde jeho otec (Radovan Lukavský) dělá správce a matka (Zdena Hadrbolcová) mu pomáhá.
Kromě Jurky v něm vystupují i jeho mladší sestra Gábina (Radka Jandáčková), starší bratr Vuk (Oldřich Vízner), který po neúspěšném pokusu o studium na Matfyzu v Brně se vrací na horskou chatu pomáhat rodině s jejím chodem a dvojice bernardýnů Bary a Bojar. Seriál zachycuje běžné denní starosti a radosti hrdinů, umožňuje nahlédnout na provoz a život horské chaty 70. let, nástrahy hor (které se nakonec stanou osudné Vukovi) a například i náročnou činnost horské služby, jejímž členem byl Jurkův otec. Seriál končí odchodem Jurkovy rodiny z chaty do velkého hotelu v nejmenovaném městě.

## O seriálu
Exteriéry se točily v Krkonoších v okolí Pece pod Sněžkou a Malé Úpy, interiéry pak v hostivařských atelierech v Praze. Samotná chata „Na konci světa“ se nachází v Peci pod Sněžkou části Severka č.p. 74.
Kromě hlavních postav si v seriálu zahrála řada dalších známých herců jako Josef Vinklář (hajný Rýdval), Miriam Hynková (paní Rýdvalová), Josef Bek, Ladislav Mrkvička, Petr Haničinec, Martin Růžek, v dětské roli Zuzana Bydžovská a další. Scénář napsali Irena a Ota Hofmanovi na motivy novely Kláry Jarunkové "Bratr mlčenlivého vlka".

## Seznam dílů
1. Ohňostroj
2. Tajemství
3. Noc
4. Dopis
5. Pstruzi
6. Zkouška
7. Hledá se Bojar
8. Nádherné prázdniny
9. Narozeniny
10. Lovci
11. Rolničky
12. Vánoce
13. Loučení